# DDR-Einzelmeisterschaft im Schach 1955
Die 6. DDR-Einzelmeisterschaft im Schach fand vom 31. Juli bis 16. August 1955 (Turnier der Damen bis 10. August) in Zwickau statt.

## Allgemeines
Die Teilnehmer hatten sich über das sogenannte Dreiviertelfinale sowie ein System von Vorberechtigungen und Freiplätzen für diese Meisterschaft qualifiziert. 
Die Dreiviertelfinales fanden im Sommer 1955 in regionalen Gruppen mit je einem Turnier für Damen und Herren statt. Dabei wurden erstmals klassische Rundenturniere ausgetragen.

## Meisterschaft der Herren
Wolfgang Uhlmann siegte erneut und legte bemerkenswerte drei Punkte zwischen sich und die nächsten Verfolger. Dabei hatte es bis zur Mitte des Turniers einen spannenden Kampf gegeben. Dann setzte sich Uhlmann mit einer Siegesserie (acht Siege in den letzten acht Runden) noch deutlich von den Verfolgern an. Unter diesen wurden in der Fachpresse die jungen Spieler Dittmann (Jugendmeister des Vorjahres) und Franz hervorgehoben, während einige ältere Spieler deutlich abfielen, allen voran Elstner mit acht Niederlagen in Folge.

### Abschlusstabelle
|    | Teilnehmer                              | 01 | 02 | 03 | 04 | 05 | 06 | 07 | 08 | 09 | 10 | 11 | 12 | 13 | 14 | 15 | 16 | 17 | 18 | Punkte |
| -- | --------------------------------------- | -- | -- | -- | -- | -- | -- | -- | -- | -- | -- | -- | -- | -- | -- | -- | -- | -- | -- | ------ |
| 01 | Wolfgang Uhlmann (Einheit Dresden)      |    | ½  | ½  | ½  | 1  | 1  | 1  | 1  | 1  | ½  | ½  | 1  | 1  | 1  | 1  | 1  | 1  | 1  | 14½    |
| 02 | Berthold Koch (Motor Berlin)            | ½  |    | 1  | 1  | ½  | ½  | ½  | ½  | ½  | 1  | 1  | 1  | 0  | 1  | 0  | 1  | ½  | 1  | 11½    |
| 03 | Sieghart Dittmann (Einheit Leipzig Ost) | ½  | 0  |    | 1  | ½  | ½  | ½  | 1  | ½  | 0  | 1  | 1  | 1  | 0  | 1  | 1  | 1  | 1  | 11½    |
| 04 | Joachim Franz (Vorwärts Leipzig)        | ½  | 0  | 0  |    | 1  | ½  | 0  | ½  | 1  | 1  | 1  | 0  | ½  | 1  | 1  | 1  | 0  | 1  | 10     |
| 05 | Johannes Eising (Wissenschaft Halle)    | 0  | ½  | ½  | 0  |    | ½  | ½  | 1  | 1  | ½  | 0  | 1  | ½  | ½  | ½  | 1  | 1  | 1  | 10     |
| 06 | Reinhart Fuchs (Motor Berlin)           | 0  | ½  | ½  | ½  | ½  |    | ½  | 1  | 0  | ½  | ½  | 1  | 1  | 0  | ½  | ½  | 1  | 1  | 09½    |
| 07 | Arno Raths (Wissenschaft Halle)         | 0  | ½  | ½  | 1  | ½  | ½  |    | ½  | ½  | 1  | ½  | 0  | 0  | ½  | ½  | 1  | 1  | ½  | 09     |
| 08 | Franz Stahl (Motor Berlin)              | 0  | ½  | 0  | ½  | 0  | 0  | ½  |    | 1  | ½  | ½  | ½  | 1  | 1  | 1  | ½  | 1  | ½  | 09     |
| 09 | Albert Zirngibl (Einheit Saalfeld)      | 0  | ½  | ½  | 0  | 0  | 1  | ½  | 0  |    | 1  | 1  | ½  | ½  | 1  | ½  | 0  | 1  | 1  | 09     |
| 10 | Manfred Kahn (Einheit Dresden)          | ½  | 0  | 1  | 0  | ½  | ½  | 0  | ½  | 0  |    | 1  | 1  | 0  | ½  | ½  | 1  | 0  | 1  | 08     |
| 11 | Kurt Krause (Aktivist Böhlen)           | ½  | 0  | 0  | 0  | 1  | ½  | ½  | ½  | 0  | 0  |    | ½  | ½  | ½  | ½  | 1  | 1  | 1  | 08     |
| 12 | Rolf Schlieder (Einheit Rostock)        | 0  | 0  | 0  | 1  | 0  | 0  | 1  | ½  | ½  | 0  | ½  |    | 1  | ½  | ½  | 1  | ½  | 1  | 08     |
| 13 | Bernhard Dorawa (Einheit Dresden)       | 0  | 1  | 0  | ½  | ½  | 0  | 1  | 0  | ½  | 1  | ½  | 0  |    | 0  | ½  | ½  | 1  | ½  | 07½    |
| 14 | Hugo Hunte (Stahl Hennigsdorf)          | 0  | 0  | 1  | 0  | ½  | 1  | ½  | 0  | 0  | ½  | ½  | ½  | 1  |    | 0  | 0  | 1  | 1  | 07½    |
| 15 | Hagen Tiemann (Lok Waren)               | 0  | 1  | 0  | 0  | ½  | ½  | ½  | 0  | ½  | ½  | ½  | ½  | ½  | 1  |    | 0  | 0  | 1  | 07     |
| 16 | Leo Schindler (Chemie Colditz)          | 0  | 0  | 0  | 0  | 0  | ½  | 0  | ½  | 1  | 0  | 0  | 0  | ½  | 1  | 1  |    | 1  | 1  | 06½    |
| 17 | Rudolf Elstner (Einheit Pankow)         | 0  | ½  | 0  | 1  | 0  | 0  | 0  | 0  | 0  | 1  | 0  | ½  | 0  | 0  | 1  | 0  |    | 1  | 05     |
| 18 | Alfred Strässer (Lok Arnstadt)          | 0  | 0  | 0  | 0  | 0  | 0  | ½  | ½  | 0  | 0  | 0  | 0  | ½  | 0  | 0  | 0  | 0  |    | 01½    |

### Dreiviertelfinale
in Brandenburg
|    | Teilnehmer                           | 01 | 02 | 03 | 04 | 05 | 06 | 07 | 08 | 09 | 10 | 11 | 12 | Punkte |
| -- | ------------------------------------ | -- | -- | -- | -- | -- | -- | -- | -- | -- | -- | -- | -- | ------ |
| 01 | Hans Platz (Stahl Hennigsdorf)       |    | ½  | 1  | ½  | 1  | 1  | 1  | 1  | ½  | ½  | 1  | 1  | 9      |
| 02 | Rolf Schlieder (Einheit Rostock)     | ½  |    | ½  | ½  | 1  | ½  | 1  | ½  | 1  | 1  | 1  | 1  | 8½     |
| 03 | Rudolf Elstner (Einheit Pankow)      | 0  | ½  |    | ½  | ½  | 0  | 1  | 1  | 1  | 1  | 1  | 1  | 7½     |
| 04 | Hugo Hunte (Stahl Hennigsdorf)       | ½  | ½  | ½  |    | 0  | 0  | 1  | 1  | 1  | 1  | 0  | 1  | 6½     |
| 05 | Franz Stahl (Motor Oberschöneweide)  | 0  | 0  | ½  | 1  |    | ½  | 0  | 1  | ½  | 1  | 1  | 1  | 6½     |
| 06 | Werner Golz (Einheit Lichtenberg)    | 0  | ½  | 1  | 1  | ½  |    | ½  | 0  | 0  | ½  | 1  | 1  | 6      |
| 07 | Dieter Brüntrup (Motor Mitte Berlin) | 0  | 0  | 0  | 0  | 1  | ½  |    | 1  | 1  | ½  | 1  | 1  | 6      |
| 08 | Maucke (Chemie Lichtenberg)          | 0  | ½  | 0  | 0  | 0  | 1  | 0  |    | 1  | ½  | 1  | 1  | 5      |
| 09 | Rudolf Pakulla (Einheit Rostock)     | ½  | 0  | 0  | 0  | ½  | 1  | 0  | 0  |    | ½  | 1  | ½  | 4      |
| 10 | Johannes Hampel (Stahl Hennigsdorf)  | ½  | 0  | 0  | 0  | 0  | ½  | ½  | ½  | ½  |    | ½  | 1  | 4      |
| 11 | Krygel (SG Strausberg)               | 0  | 0  | 0  | 1  | 0  | 0  | 0  | 0  | 0  | ½  |    | 1  | 2½     |
| 12 | Fabig (Lok Wittenberge)              | 0  | 0  | 0  | 0  | 0  | 0  | 0  | 0  | ½  | 0  | 0  |    | 0½     |

in Sömmerda
|    | Teilnehmer                             | 01 | 02 | 03 | 04 | 05 | 06 | 07 | 08 | 09 | 10 | 11 | Punkte |
| -- | -------------------------------------- | -- | -- | -- | -- | -- | -- | -- | -- | -- | -- | -- | ------ |
| 01 | Leo Schindler (Chemie Colditz)         |    | ½  | 1  | 1  | 1  | 1  | 1  | 1  | 1  | 1  | 1  | 9½     |
| 02 | Joachim Franz (Vorwärts Leipzig)       | ½  |    | 1  | ½  | 1  | 1  | 1  | 1  | 1  | 1  | 1  | 9      |
| 03 | Hagen Tiemann (Einheit Neubrandenburg) | 0  | 0  |    | 1  | 1  | ½  | 1  | ½  | ½  | 1  | 1  | 6½     |
| 04 | Alfred Strässer (Lok Arnstadt)         | 0  | ½  | 0  |    | 0  | 1  | 1  | 1  | 1  | 1  | ½  | 6      |
| 05 | Winter (Einheit Meiningen)             | 0  | 0  | 0  | 1  |    | 1  | ½  | 1  | 0  | 1  | 1  | 5½     |
| 06 | Kurt Quecke (Turbine Magdeburg)        | 0  | 0  | ½  | 0  | 0  |    | 1  | 1  | 1  | 1  | ½  | 5      |
| 07 | Schönbeck (Einheit Meiningen)          | 0  | 0  | 0  | 0  | ½  | 0  |    | 1  | 1  | 0  | 1  | 3½     |
| 08 | Schober (Lok Engelsdorf)               | 0  | 0  | ½  | 0  | 0  | 0  | 0  |    | 1  | 1  | 1  | 3½     |
| 09 | Siegfried Netz (Aufbau Magdeburg)      | 0  | 0  | ½  | 0  | 1  | 0  | 0  | 0  |    | ½  | ½  | 2½     |
| 10 | Hartwig (Lok Salzwedel)                | 0  | 0  | 0  | 0  | 0  | 0  | 1  | 0  | ½  |    | 1  | 2½     |
| 11 | Müller (Motor Gohlis Nord Leipzig)     | 0  | 0  | 0  | ½  | 0  | ½  | 0  | 0  | ½  | 0  |    | 1½     |

in Elsterberg
|    | Teilnehmer                           | 01 | 02 | 03 | 04 | 05 | 06 | 07 | 08 | 09 | 10 | 11 | 12 | 13 | 14 | 15 | 16 | Punkte |
| -- | ------------------------------------ | -- | -- | -- | -- | -- | -- | -- | -- | -- | -- | -- | -- | -- | -- | -- | -- | ------ |
| 01 | Albert Zirngibl (Einheit Saalfeld)   |    | 1  | ½  | 1  | ½  | ½  | ½  | ½  | 1  | 1  | 1  | ½  | 1  | ½  | 1  | 1  | 11½    |
| 02 | Bernhard Dorawa (Einheit Dresden)    | 0  |    | 1  | ½  | 1  | ½  | ½  | 1  | 1  | ½  | ½  | ½  | ½  | ½  | 1  | 1  | 10     |
| 03 | Johannes Eising (Wissenschaft Halle) | ½  | 0  |    | ½  | 1  | ½  | ½  | 1  | 0  | ½  | 1  | 1  | 1  | 1  | ½  | 1  | 10     |
| 04 | Manfred Kahn (Einheit Dresden)       | 0  | ½  | ½  |    | ½  | ½  | ½  | 1  | 1  | 1  | 0  | 1  | 1  | ½  | 1  | 1  | 10     |
| 05 | Arno Raths (Wissenschaft Halle)      | ½  | 0  | 0  | ½  |    | ½  | ½  | 1  | 1  | ½  | 1  | 1  | 1  | ½  | 1  | 1  | 10     |
| 06 | Hans Besser (Wissenschaft Halle)     | ½  | ½  | ½  | ½  | ½  |    | 0  | ½  | ½  | ½  | 1  | 1  | 1  | ½  | 1  | 1  | 09½    |
| 07 | Karl Knothe (Motor Jena)             | ½  | ½  | ½  | ½  | ½  | 1  |    | ½  | ½  | 1  | ½  | ½  | ½  | 1  | ½  | 0  | 08½    |
| 08 | Helmut Jüttler (Einheit Dresden)     | ½  | 0  | 0  | 0  | 0  | ½  | ½  |    | 1  | ½  | 1  | 1  | 1  | ½  | ½  | 1  | 08     |
| 09 | Paul Kuhn (Motor Halle)              | 0  | 0  | 1  | 0  | 0  | ½  | ½  | 0  |    | ½  | 1  | 1  | 0  | 1  | 1  | 0  | 06½    |
| 10 | Wolf Dannberg (Motor Jena)           | 0  | ½  | ½  | 0  | ½  | ½  | 0  | ½  | ½  |    | 0  | 0  | 1  | ½  | 1  | 1  | 06½    |
| 11 | Walter Püchl (Fortschritt Oelsnitz)  | 0  | ½  | 0  | 1  | 0  | 0  | ½  | 0  | 0  | 1  |    | 0  | 0  | 1  | 1  | 1  | 06     |
| 12 | Fritz Bartuszat (Wissenschaft Halle) | ½  | ½  | 0  | 0  | 0  | 0  | ½  | 0  | 0  | 1  | 1  |    | 0  | 1  | ½  | 1  | 06     |
| 13 | Jentsch (Empor Karl-Marx-Stadt)      | 0  | ½  | 0  | 0  | 0  | 0  | ½  | 0  | 1  | 0  | 1  | 1  |    | 1  | 0  | 1  | 06     |
| 14 | Arnold (Aktivist Oelsnitz)           | ½  | ½  | 0  | ½  | ½  | ½  | 0  | ½  | 0  | ½  | 0  | 0  | 0  |    | 0  | 1  | 04½    |
| 15 | Kurt Troschier (Motor Halle)         | 0  | 0  | ½  | 0  | 0  | 0  | ½  | ½  | 0  | 0  | 0  | ½  | 1  | 1  |    | ½  | 04½    |
| 16 | R. Stein (Fortschritt Forst)         | 0  | 0  | 0  | 0  | 0  | 0  | 1  | 0  | 1  | 0  | 0  | 0  | 0  | 0  | ½  |    | 02½    |

## Meisterschaft der Damen
Gertrud Nüsken holte den letzten ihrer vier Meistertitel. Der zweite Platz von Irmgard Falk war eine große Überraschung. Mira Kremer platzierte sich erneut im Vorderfeld, während der Titelverteidigerin diesmal nur Platz 5 blieb.

### Abschlusstabelle
|    | Teilnehmer                                   | 01 | 02 | 03 | 04 | 05 | 06 | 07 | 08 | 09 | 10 | 11 | 12 | Punkte |
| -- | -------------------------------------------- | -- | -- | -- | -- | -- | -- | -- | -- | -- | -- | -- | -- | ------ |
| 01 | Gertrud Nüsken (Motor Görlitz)               |    | ½  | ½  | 1  | ½  | 1  | 1  | ½  | 1  | 1  | 1  | 1  | 9      |
| 02 | Irmgard Falk (Motor Oberschöneweide)         | ½  |    | ½  | 1  | 1  | 1  | 1  | 0  | 1  | ½  | 1  | 1  | 8½     |
| 03 | Mira Kremer (Einheit Mühlhausen)             | ½  | ½  |    | 1  | 0  | 0  | 1  | ½  | 1  | 1  | 1  | 1  | 7½     |
| 04 | Luise Baumann (Vorwärts Erfurt)              | 0  | 0  | 0  |    | ½  | 1  | 1  | 1  | 1  | 1  | 1  | 1  | 7½     |
| 05 | Ursula Höroldt (Wissenschaft Halle)          | ½  | 0  | 1  | ½  |    | ½  | 0  | ½  | 1  | 1  | ½  | 1  | 6½     |
| 06 | Elfriede Paschke (Wismut Johanngeorgenstadt) | 0  | 0  | 1  | 0  | ½  |    | 1  | ½  | 0  | 1  | 1  | 1  | 6      |
| 07 | Fränze Janetzko (Empor Burg)                 | 0  | 0  | 0  | 0  | 1  | 0  |    | 1  | 1  | 1  | 1  | 1  | 6      |
| 08 | Irmgard Schlieder (Einheit Rostock)          | ½  | 1  | ½  | 0  | ½  | ½  | 0  |    | 1  | 1  | 0  | 0  | 5      |
| 09 | Elfriede Funke (Lok Hainichen)               | 0  | 0  | 0  | 0  | 0  | 1  | 0  | 0  |    | ½  | 1  | ½  | 3      |
| 10 | Ilse Haferkorn (Lok Dresden)                 | 0  | ½  | 0  | 0  | 0  | 0  | 0  | 0  | ½  |    | 1  | 1  | 3      |
| 11 | S. Großmann (Motor Halle)                    | 0  | 0  | 0  | 0  | ½  | 0  | 0  | 1  | 0  | 0  |    | 1  | 2½     |
| 12 | Johanna Feierabend (Rotation Berlin)         | 0  | 0  | 0  | 0  | 0  | 0  | 0  | 1  | ½  | 0  | 0  |    | 1½     |

### Dreiviertelfinale
in Brandenburg
|   | Teilnehmer                            | 1 | 2 | 3 | 4 | 5 | 6 | 7 | 8 | 9 | Punkte |
| - | ------------------------------------- | - | - | - | - | - | - | - | - | - | ------ |
| 1 | Irmgard Falk (Motor Oberschöneweide)  |   | ½ | 1 | 0 | ½ | 1 | 1 | 1 | 1 | 6      |
| 2 | Irmgard Schlieder (Einheit Rostock)   | ½ |   | ½ | 1 | ½ | 1 | 1 | ½ | ½ | 5½     |
| 3 | Johanna Feierabend (Rotation Berlin)  | 0 | ½ |   | 0 | 1 | 1 | 1 | 1 | 1 | 5½     |
| 4 | Gerda Alter (Lok Frankfurt)           | 1 | 0 | 1 |   | 1 | 0 | 1 | 0 | 1 | 5      |
| 5 | Schreiber (Einheit Binz)              | ½ | ½ | 0 | 0 |   | 0 | 1 | 1 | 1 | 4      |
| 6 | Martha Daunke (Motor Oberschöneweide) | 0 | 0 | 0 | 1 | 1 |   | 0 | ½ | 1 | 3½     |
| 7 | Meckel (Aufbau Brandenburg)           | 0 | 0 | 0 | 0 | 0 | 1 |   | 1 | 1 | 3      |
| 8 | E. Hobohm (Einheit Rostock)           | 0 | ½ | 0 | 1 | 0 | ½ | 0 |   | ½ | 2½     |
| 9 | Harlfinger (Lok Wittstock)            | 0 | ½ | 0 | 0 | 0 | 0 | 0 | ½ |   | 1      |

in Sömmerda
|    | Teilnehmer                                  | 01 | 02 | 03 | 04 | 05 | 06 | 07 | 08 | 09 | 10 | 11 | Punkte |
| -- | ------------------------------------------- | -- | -- | -- | -- | -- | -- | -- | -- | -- | -- | -- | ------ |
| 01 | Mira Kremer (Einheit Mühlhausen)            |    | 1  | ½  | 1  | ½  | 1  | 1  | 1  | 1  | 1  | 1  | 9      |
| 02 | Fränze Janetzko (Empor Burg)                | 0  |    | 1  | 1  | 1  | 1  | 1  | ½  | 1  | ½  | ½  | 7½     |
| 03 | Luise Baumann (Medizin Erfurt)              | ½  | 0  |    | ½  | 1  | ½  | ½  | 1  | 1  | 1  | 1  | 7      |
| 04 | Dorothea Hensel (Empor Tangermünde)         | 0  | 0  | ½  |    | ½  | 1  | 1  | 1  | 1  | 1  | ½  | 6½     |
| 05 | Ursula Pohl (Lok Altenburg)                 | ½  | 0  | 0  | ½  |    | 0  | ½  | 1  | ½  | 1  | ½  | 4½     |
| 06 | Renate Kirchhammer (Lok Altenburg)          | 0  | 0  | ½  | 0  | 1  |    | ½  | ½  | 0  | 1  | 1  | 4½     |
| 07 | Margarete Kleinschmidt (Einheit Mühlhausen) | 0  | 0  | ½  | 0  | ½  | ½  |    | 1  | ½  | 1  | ½  | 4½     |
| 08 | Rosenheinrich (Motor Gohlis Nord Leipzig)   | 0  | ½  | 0  | 0  | 0  | ½  | 0  |    | 1  | ½  | 1  | 3½     |
| 09 | Irene Müller (Einheit Meiningen)            | 0  | 0  | 0  | 0  | ½  | 1  | ½  | 0  |    | 0  | 1  | 3      |
| 10 | Liddy Knoch (Einheit Meiningen)             | 0  | ½  | 0  | 0  | 0  | 0  | 0  | ½  | 1  |    | 1  | 3      |
| 11 | Wartmann (Optima Erfurt)                    | 0  | ½  | 0  | ½  | ½  | 0  | ½  | 0  | 0  | 0  |    | 2      |

in Elsterberg
|    | Teilnehmer                                 | 01 | 02 | 03 | 04 | 05 | 06 | 07 | 08 | 09 | 10 | 11 | Punkte |
| -- | ------------------------------------------ | -- | -- | -- | -- | -- | -- | -- | -- | -- | -- | -- | ------ |
| 01 | Ilse Haferkorn (Lok Dresden)               |    | 0  | 1  | 0  | 1  | 1  | 1  | ½  | 1  | 1  | 1  | 7½     |
| 02 | Elfriede Funke (Lok Hainichen)             | 1  |    | ½  | 1  | 0  | ½  | ½  | 1  | 1  | 1  | 1  | 7½     |
| 03 | S. Großmann (Motor Halle)                  | 0  | ½  |    | 1  | ½  | 1  | ½  | 1  | 1  | 1  | 1  | 7½     |
| 04 | Maria Wahl (Motor Jena)                    | 1  | 0  | 0  |    | 1  | 0  | ½  | 1  | 1  | 1  | 1  | 6½     |
| 05 | Clauß (Wissenschaft Halle)                 | 0  | 1  | ½  | 0  |    | 1  | 0  | ½  | 1  | 1  | 1  | 6      |
| 06 | Christa Müthsam (Traktor Niederbobritzsch) | 0  | ½  | 0  | 1  | 0  |    | 1  | 1  | ½  | 1  | 1  | 6      |
| 07 | Elise Vogel (Lok Dresden)                  | 0  | ½  | ½  | ½  | 1  | 0  |    | ½  | ½  | 1  | 1  | 5½     |
| 08 | Gertrud Schameitat (Lok Cottbus)           | ½  | 0  | 0  | 0  | ½  | 0  | ½  |    | ½  | ½  | ½  | 3      |
| 09 | Strauß (Stahl Silbitz)                     | 0  | 0  | 0  | 0  | 0  | ½  | ½  | ½  |    | 0  | 1  | 2½     |
| 10 | Geppert (Lok Cottbus)                      | 0  | 0  | 0  | 0  | 0  | 0  | 0  | ½  | 1  |    | 0  | 1½     |
| 11 | Ruth Hackenberger (Einheit Freiberg)       | 0  | 0  | 0  | 0  | 0  | 0  | 0  | ½  | 0  | 1  |    | 1½     |

## Jugendmeisterschaften
| Altersklasse | männlich                  | weiblich                      |
| ------------ | ------------------------- | ----------------------------- |
| Schüler      | Detlef Neukirch (Pößneck) | Waltraud Schameitat (Cottbus) |
| Jugend       | Lothar Zinn (Erfurt)      |                               |

Ob eine Meisterschaft der weiblichen Jugend stattgefunden hat, ist nicht bekannt.